# The Sims: Unleashed
The Sims: Unleashed är det femte expansionspaketet av datorspelet The Sims. Släpptes den 23 september 2002.
I denna utgåvan utvidgas grannskapet som simmarna bor i och man får möjligheten att kunna skaffa husdjur till dem. Bland annat kan spelaren köpa katter, hundar och papegojor.
Man får även nya saker till hemmet och trädgården. Man kan också ta med sina simmar in till stan för att handla eller sälja grönsaker och köpa djur.